# Nicole Richard
Nicole Richard est une poète, romancière, nouvelliste et enseignante québécoise,,.

## Biographie
Nicole Richard a enseigné trente-cinq ans au primaire.
En poésie, elle fait paraître plusieurs titres aux Éditions du Noroît : Ruptures sans mobile (1993), Les marcheurs (1998), La leçon du silence (2003) ainsi que L'incessant retour (2011-2014),,,.
Elle fait également paraître un recueil de nouvelles qui s'intitule Intra-muros (L’Instant même, 2006) ainsi que deux romans aux éditions L'Instant même, soit L'étincelle (2018) et La ligne brisée (2021),.
Régulièrement invitée à des lectures publiques et des événements littéraires, Nicole Richard, est finaliste du Prix Émile-Nelligan (1994).

## Œuvres

### Poésie
- Ruptures sans mobile, avec trois dessins de Thomas Renix, Montréal, Éditions du Noroît, 1993, 97 p. (ISBN 2-89018-263-0)
- Les marcheurs, Montréal, Éditions du Noroît, 1998, 68 p. (ISBN 2-89018-412-9)
- La leçon du silence, avec un tableau de Marc Garneau, Montréal, Éditions du Noroît, 2003, 81 p. (ISBN 2-89018-517-6)
- L'incessant retour, Montréal, Éditions du Noroît, 2011-2014, 3 vol. (ISBN 9782890187320, 9782890187405 et 9782890188853)
  - Le bois sacré
  - La terre ancestrale
  - La clairière
- Visions prodigieuses, Montréal, Éditions du Noroît, 2024,  (ISBN 9782897664473)  et   (ISBN 9782897664480)

### Nouvelles
- Intra-muros, Québec, L'Instant même, 2006, 93 p. (ISBN 2-89502-219-4)

### Romans
- L'étincelle, Québec, L'Instant même, 2018, 155 p. (ISBN 9782895024170)
- La ligne brisée, Québec, L'Instant même, 2021, 145 p. (ISBN 9782895024477)

## Prix et honneurs
- 1994 - Finaliste : Prix Émile-Nelligan[8]